# 岩手県道167号釜石住田線
岩手県道167号釜石住田線（いわてけんどう167ごう かまいしすみたせん）は、岩手県釜石市から気仙郡住田町に至る一般県道である。

## 概要
釜石市から住田町を結ぶ県道路線で、途中で箱根峠越えを含む。箱根峠越え区間は、国道283号仙人峠道路と並行し、住田町側で滝観洞インターチェンジ(IC)で両道路が接続する。釜石市甲子町（かっしちょう）から岩手県道180号上有住日頃市線を介して大船渡市方面へ向かう最短ルートにあたる。岩手県では、物流と観光の面からも重要な道路として位置付けている。

### 路線データ
- 起点：釜石市甲子町字大松（国道283号交点）
- 終点：気仙郡住田町上有住字葉山（国道340号交点）

## 歴史
- 2012年（平成24年）8月7日：終点付近のバイパス道路（0.5km）の供用開始により、平成4年度から事業を進めてきた道路改良バイパス道路（金ノ倉 - 山脈地工区：3.44km）が全線開通[1]。

## 路線状況
2008年（平成20年）3月16日、滝観洞IC新設に伴い、当路線は国道283号仙人峠道路へのアクセス道路となった。滝観洞ICの出入り口は、仙人峠道路の釜石方面と遠野方面とで別々に本路線と接続となっている。また、途中の箱根峠は幅員狭小のため大型車通行が禁止されている。東日本大震災の際は山崩れが発生し、箱根峠は一定期間通行止めとなった。

### 道路施設
- 気仙街道踏切（JR釜石線、釜石市甲子町）

## 地理
住田町内の沿線にJR釜石線 上有住駅があり、当路線から町道を入り、更に長い階段を上らなければ駅にはたどりつけない。上有住駅のある同町上有住地区から、住田町中心街で町役場のある世田米地区までは、直線で北上高地の山々に阻まれているため、当路線と国道340号経由で大きく山を迂回して世田米地区へ向かうこととなる。

### 通過する自治体
- 釜石市
- 気仙郡住田町

### 交差する道路
- 国道283号（起点・釜石市甲子町字大松）
- 釜石自動車道（仙人峠道路）滝観洞IC
- 岩手県道180号上有住日頃市線（住田町上有住字中埣）
- 国道340号（住田町上有住字葉山）